# Milton Mendes
Milton Mendes (ur. 25 kwietnia 1965) – brazylijski piłkarz występujący na pozycji obrońcy.

## Kariera piłkarska
Od 1984 do 2002 roku występował w klubach CR Vasco da Gama, Criciúma, Louletano, SC Beira-Mar, CF Os Belenenses, União Madeira, Espinho, Camacha, São Vicente, Câmara Lobos i Machico.

## Kariera trenerska
Po zakończeniu piłkarskiej kariery pracował jako trener w Machico, Bonsucesso, Al-Shahaniya, Paraná Clube, Ferroviária, Athletico Paranaense, Kashiwa Reysol, Santa Cruz i CR Vasco da Gama.